# Raveo
Raveo (in friulano Raviei) è un comune italiano di 433 abitanti del Friuli-Venezia Giulia. Fa parte del club dei borghi autentici d'Italia.

## Geografia fisica
L'abitato sorge in una verdeggiante conca alle pendici del Monte Sorantri (896 m), in Val Degano, sulla sponda destra dell'omonimo torrente, nella regione alpina della Carnia. L'unica frazione del comune è il borgo di Esemon di Sopra situato a quota 386 m s.l.m.

## Origini del nome
Alcuni studiosi individuano l'origine del nome di Raveo nella radice nel termine latino rapum, ossia "rapa"; tuttavia sfuggono i motivi di questo originale collegamento. A fornire invece un'altra spiegazione meno fantasiosa sull'origine del nome del paese è lo studioso della Società filologica friulana prof. Cesare Cornelio Desinan il quale, nella sua pubblicazione Escursioni fra i nomi di luogo del Friuli afferma che Raveo deriva dal prelatino rava, ossia "smottamento", "frana".

## Storia
La storia di Raveo è legata a quella della Carnia: il territorio fu abitato già in epoca pre-romana, come hanno dimostrato i recenti scavi archeologici sul Monte Sorantri, che hanno evidenziato l'esistenza di un villaggio celtico, poi diventato sede in epoca romana, quando Raveo faceva parte della X Regio, di un abitato d'altura difeso da un muraglione.
Le prime notizie documentate risalgono invece al 1234, periodo in cui il paese risulta assoggettato alla Pieve di Enemonzo. La peste che invase il Friuli, tra la fine del XIV secolo ed il XV secolo, provocò a Raveo nel 1360 una strage cui sopravvissero solo 7 persone che divennero i padroni dei sette stavoli locali con area prativa attigua (si ha notizia che sfuggirono alla peste Ariis, Bearz, Floride, Iaconis, Pecol, Stiefin e Valino). Successivamente fece parte del Patriarcato di Aquileia fino al 1420, anno della sua caduta ad opera dei veneziani. Il paese rimase così sotto Venezia fino al 1797, quando col Trattato di Campoformido tutto il Friuli-Veneto venne ceduto all'Impero Asburgico.
Tornato all'Italia nel 1866, in seguito alla terza guerra d'indipendenza, fu travolto nel 1917 dalla rotta di Caporetto, e molti suoi abitanti dovettero lasciare le proprie case e rifugiarsi alla destra del Piave per scampare all'avanzata austro-ungarica. Durante l'occupazione cosacca della seconda guerra mondiale, Raveo fu sede di un importante presidio, costituito da circa 300 soldati (si tenga conto che la popolazione comunale di allora era di circa 700 abitanti), e furono proprio cosacchi e tedeschi, nel novembre del 1944 a scontrarsi con i partigiani in una delle più cruente battaglie per la liberazione che la Carnia ricordi; alla fine della battaglia, i partigiani uscirono vincitori, infliggendo notevoli perdite al nemico, grazie agli aiuti da parte dai ricchi allevamenti di Antonio Zanella, soprannominato e conosciuto come l'"Ors di Pani", figura caratteristica della valle.
Nel 1976 il paese, pur non registrando vittime, risultò gravemente danneggiato dal terremoto, ma ha affrontato negli anni successivi con grande forza d'animo il periodo della ricostruzione, che ha dato al paese l'aspetto prevalentemente moderno che ha oggi e lasciando trasparire, purtroppo solo in alcune parti, quello che doveva essere l'assetto originario di Raveo con le sue imponenti case in pietra e i suoi cortili nascosti.
Il 12 febbraio 2007, con un'azione notturna brillantemente eseguita dalle forze speciali è stato arrestato a Raveo il brigatista Alfredo D'Avanzo, ritenuto uno dei leader di "Seconda posizione". Era stato condannato nel 1982 a dieci anni di carcere per rapina a mano armata. Fermato nel 1998 a Parigi su richiesta della magistratura italiana, fu rimesso in libertà qualche giorno dopo dalla Corte d'Appello della capitale francese. D'Avanzo si era rifugiato in paese per sfuggire alla giustizia e pianificare le nuove imprese delle brigate rosse. È stato grande lo sconcerto che l'arresto ha prodotto nella piccola comunità di Raveo.

### Simboli
Lo stemma e il gonfalone sono stati concessi con decreto del presidente della Repubblica del 4 febbraio 1955.
Il gonfalone è un drappo partito di bianco e di rosso.

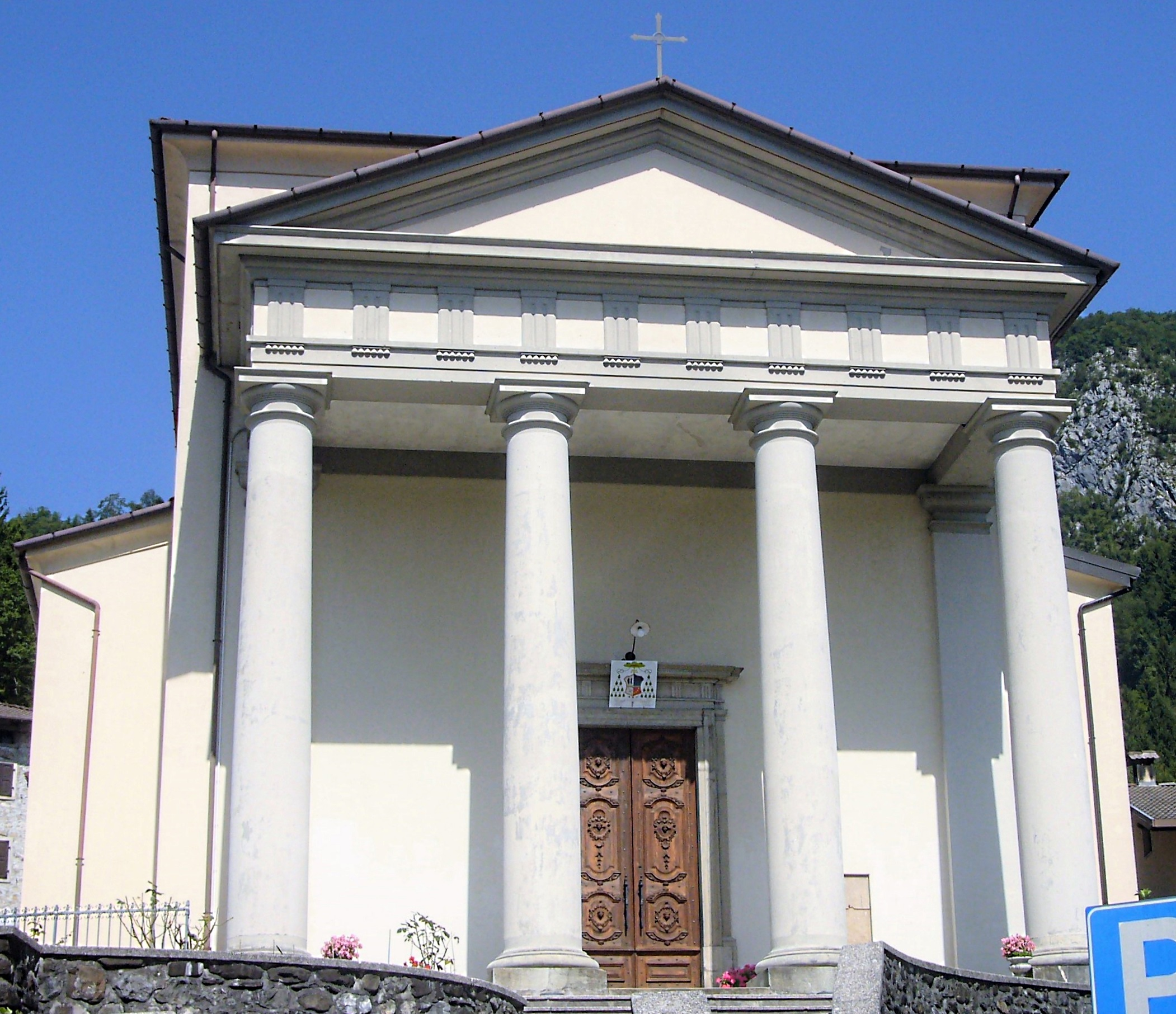
La chiesa parrocchiale

## Monumenti e luoghi d'interesse
- Chiesa di San Floriano Martire e Santa Maria, costruita tra il 1864 ed il 1907 inglobando la precedente chiesetta del 1834.
- Santuario della Madonna del Monte Castellano, sorto nel 1619 sul luogo di un'antica chiesetta dedicata alla maternità di Maria, è tramandato come luogo di un'apparizione (origine comune di molti santuari mariani). È collocato lungo un antico percorso che portava ai luoghi della fienagione in Vailde, Luvieis e Pani, ed era luogo di sosta privilegiato per la preghiera.
- Chiesetta della Beata Vergine, alle cui spalle sorge il piccolo convento romitorio del Monte Castellano fondato dai frati francescani nel 1686. Il monastero, cresciuto per numero di religiosi, fiorì fino alla soppressione dell'Ordine decretata dalla Legge italica del 1810. Oggi è di proprietà privata, ed è accessibile solo in occasioni particolari.
- La località di Pani, situata su un altopiano a 900 m s.l.m. di altitudine dove sorgono diversi abitati rustici costruiti sul modello architettonico tipico della Carnia; alcuni di essi sono stati recuperati con un attento restauro, altri invece sono oramai in stato d'abbandono.
- Cascata di Cladonde
- I resti del castello di Raveo
- Casa di Miàn, villa che conserva una facciata probabilmente seicentesca che si affaccia sul cortile interno. La facciata posteriore, oggi divenuta principale, risale al secolo XVIII e reca un pregevole portale in pietra del 1768.
- La casa di Ucèl, risalente al XVIII secolo, presenta i resti di due arcate a sesto ribassato nella facciata principale.
- La casa del Medìl, caratterizzata da un ballatoio ad angolo sospeso al secondo piano, e da un portale ellittico in pietra risalente al 1766.

## Società

### Evoluzione demografica
Abitanti censiti

### Lingue e dialetti
A Raveo, accanto alla lingua italiana, la popolazione utilizza la lingua friulana. Ai sensi della Deliberazione n. 2680 del 3 agosto 2001 della Giunta della Regione autonoma Friuli-Venezia Giulia, il Comune è inserito nell'ambito territoriale di tutela della lingua friulana ai fini della applicazione della legge 482/99, della legge regionale 15/96 e della legge regionale 29/2007.
La lingua friulana che si parla a Raveo rientra fra le varianti appartenenti al friulano carnico

## Cultura

### Eventi
- Sapori di Carnia - nella seconda domenica di dicembre, dal 1986, si svolge una mostra mercato dei prodotti tipici agroalimentari della Carnia, in cui è possibile degustare tra l'altro anche le caratteristiche esse di Raveo, ottimi biscotti che hanno, come s'intuisce dal nome, la forma di una S.
- Sapori di Carnia è ormai tra le più apprezzate manifestazioni che si svolgono durante l’inverno. . È una festa diversa perché si svolge all'interno dei cortili e delle abitazioni del borgo di Raveo. L’intero paese, infatti, viene coinvolto nell’arte della cucina, proprio come da tradizione carnica. Tutto il paese esibisce la sua sapienza culinaria tramite l’allestimento di una vera e propria vetrina di piatti gustosi e prodotti naturali conservati e preparati secondo antiche tradizioni. La manifestazione è anche occasione per scoprire questo borgo davvero suggestivo.

### Cibi tipici
- Biscotti di Raveo con la loro caratteristica forma a Esse

## Amministrazione
Il comune fa parte dell'associazione dei comuni del Parco intercomunale delle Colline Carniche costituita nel 2007 insieme ai comuni di Enemonzo, Lauco e Villa Santina.